# Torredelcampo
Torredelcampo là một đô thị trong tỉnh Jaén, Tây Ban Nha. Theo điều tra dân số 2006 (INE), đô thị này có dân số là 14076 người.
37°46′B 3°53′T / 37,767°B 3,883°T